# Mordellistena pumila
Mordellistena pumila is een keversoort uit de familie spartelkevers (Mordellidae). De wetenschappelijke naam van de soort is voor het eerst geldig gepubliceerd in 1810 door Gyllenhal.